# Municipio de Chigmecatitlán
El municipio de Chigmecatitlán (Nombre nahua formado de los vocablos Chichic, perro, Mecatl, bejuco; Titlán, entre; forman el significado “ Perro entre los bejucos”. En los nueve cordones) es uno de los 217 municipios del estado mexicano de Puebla. Se localiza en el centro sur del territorio y forma parte de la región de Izúcar de Matamoros. Su cabecera es la localidad del mismo nombre.

## Geografía
El municipio de Chigmecatitlán se encuentra en el centro sur del estado de Puebla. Limita al norte con el municipio de Huatlatlauca, al oriente con Zacapala y al sur con Santa Catarina Tlaltempan. Tiene una superficie de 28.06 kilómetros cuadrados, ocupando el sitio 197 entre los municipios poblanos por su extensión. Se encuentra ubicado en los llanos de Tepexi, con una altitud media de 1400 m s. n. m. La parte occidental del municipio alcanza 1500 m s. n. m. en Mesa de Santa Catarina, que es el sitio donde se encuentra la cabecera municipal. El suelo predominante es la rendzina de textura fina. Todo el término chigmecateco forma parte de la cuenca del río Atoyac, que fija el límite norte del municipio y divide a los llanos de Tepexi del valle de Atlixco. El cauce del Atoyac forma una cañada que baja de los 1400 m s. n. m. desde los llanos hasta menos de 1200 m s. n. m. en el extremo sudoccidental de Chigmecatitlán. El clima del municipio es semicálido subhúmedo.

## Historia
De acuerdo con el Archivo Histórico de Localidades, Chigmecatitlán fue fundado por los nahuas alrededor de 1521. Sin embargo, es probable que la población tenga un origen prehispánico y mixteco, pues este es el grupo étnico predominante en el municipio. El edificio más importante de Chigmecatitlán es el templo de Santa María, que fue construido en el siglo XVI como una capilla dependiente del curato de Zacapala. Por gestión del sacerdote Manuel de Olavarría y Rodríguez, en 1776 se erigió el curato de Santa María de Chigmecatitlán, del que formaba parte Santa Catarina Tlaltempan.[cita requerida]
En 1837, durante el período de la República Central, la Junta Departamental de Puebla elevó a Chigmecatitlán de la categoría de pueblo a la de municipalidad, dentro del partido de Tepexi. En 1861 fue incluido como municipalidad del distrito de Tepexi a partir de la promulgación de la Constitución poblana de 1861. En 1921 fue erigido como el municipio 56 de Puebla con la promulgación de la Ley Orgánica Municipal del Estado de Puebla.

## Localidades
En el municipio existen dos localidades, de las cuales la más poblada es la cabecera, Chigmecatitlán.
| Código INEGI | Localidad                     | Población (2010) | Altitud (m s. n. m.) | Categoría  |
| ------------ | ----------------------------- | ---------------- | -------------------- | ---------- |
| 210520001    | Chigmecatitlán                | 1225             | 1503                 | Pueblo     |
| 210520002    | Gigante de San Luis de la Paz | 2                | 1566                 | Indefinida |